# Zoo – Állati ösztön
A Zoo – Állati ösztön (eredeti cím: Zoo) egy 2015-ben bemutatott amerikai televíziós sorozat, mely James Patterson és Michael Ledwidge 2012-es, azonos című regénye alapján készült. Amerikában a CBS, Magyarországon a Prime vetíti.

## Évados áttekintés
| Évad | Évad | Részek száma | Részek száma | Eredeti sugárzás | Eredeti sugárzás     | Eredeti adó | Magyar sugárzás     | Magyar sugárzás    | Magyar adó |
| Évad | Évad | Részek száma | Részek száma | Évadbemutató     | Évadzáró             | Eredeti adó | Évadbemutató        | Évadzáró           | Magyar adó |
| ---- | ---- | ------------ | ------------ | ---------------- | -------------------- | ----------- | ------------------- | ------------------ | ---------- |
|      | 1.   | 13           | 13           | 2015. június 30. | 2015. szeptember 15. | CBS         | 2016. szeptember 7. | 2016. november 30. | PRIME      |
|      | 2.   | 13           | 13           | 2016. június 28. | 2016. szeptember 6.  | CBS         | 2016. december 7.   | 2017. március 1.   | PRIME      |
|      | 3.   | 13           | 13           | 2017. június 29. | 2017. szeptember 21. | CBS         | 2019. október 4.    | 2019. november 15. | PRIME      |

## Szereplők
| Színész          | Szereplő                    | Magyar hang        |
| ---------------- | --------------------------- | ------------------ |
| James Wolk       | Jackson Oz                  | Szabó Máté         |
| Kristen Connolly | Jamie                       | Vadász Bea         |
| Nonso Anozie     | Abraham Kenyatta            | Bognár Tamás       |
| Nora Arnezeder   | Chloe                       | Gáspár Kata        |
| Billy Burke      | Mitch                       | Varga Gábor        |
| Ken Olin         | Professzor Oz, Jackson apja | Kőszegi Ákos       |
| Alyssa Diaz      | Dariela                     | Bogdányi Titanilla |
| Josh Salatin     | Logan                       | Czető Roland       |
| Carl Lumbly      | Delavenne                   | Jakab Csaba        |